# Savatheda Fynes
Savatheda Fynes (Ábaco, 17 de outubro de 1974) é uma velocista e campeã olímpica bahamense.
Nascida nas Bahamas, ela recebeu uma bolsa de estudos nos Estados Unidos para a Southern University, em Nova Orleans, depois transferindo-se para a Michigan State University, onde integrou a equipe de atletismo e se formou em fisiologia e ciência do exercício. Corredora de provas de velocidade, foi convocada para defender seu país nos Jogos de Atlanta 1996, mas uma contusão no tendão a impediu de participar dos 100 m. Mesmo assim, recuperada dias depois, integrou o revezamento que ganhou a medalha de prata na prova.
No ano seguinte, em sua primeira participação em mundiais, em Atenas 1997, ficou com a medalha de bronze nos 100 m rasos. No campeonato mundial seguinte, Sevilha 1999, uma nova contusão no quadril a eliminou na semifinal dos 100 m, mas conseguindo recuperar-se ainda durante a competição, integrou o revezamento 4x100 m  com Chandra Sturrup, Pauline Davis-Thompson e Debbie Ferguson, que conquistou o ouro em 41s92, a melhor marca do mundo naquele ano. Esta vitória inédita deu às bahamenses o título de ""Golden Girls".
Em Sydney 2000, ela obteve uma conquista ainda superior. Com as mesmas companheiras, integrou o 4X100 m que ganhou o ouro olímpico, derrotando as equipes dos EUA e da Jamaica. De volta ao país, foram recebidas com seis dias de festas e desfiles, além de recompensas financeiras e concessão de terras, uma área com 20 mil m² com vista para o mar, avaliadas em US$ 400 mil cada, dadas pelo governo. O Banco Central das Bahamas cunhou uma moeda de ouro comemorativa em homenagem à vitória.